# Georges Duby
Georges Duby (París, 7 d'octubre de 1919 – Ais de Provença, 3 de desembre de 1996) fou un historiador francès especialitzat en l'edat mitjana, enquadrat en l'anomenada tercera generació de l'Escola dels Annales.

## Biografia
Nascut en una família d'artesans parisenca, va començar a donar classes el 1942, quan va aconseguir una càtedra de lletres, i el 1951 es va establir definitivament a Ais de Provença, on el 1953 va obtenir la càtedra d'Història Medieval a la Facultat de Lletres d'aquesta ciutat. El mateix any defensa la seua tesi doctoral a la Sorbona.
El 1970 és elegit professor al Collège de France, on obté la Càtedra d'història de les societats medievals. El 1974 entra a l'Acadèmia d'inscripcions i Belles Lletres, i el 1987 a l'Acadèmia Francesa. Des de 1981 fou membre corresponent estranger de l'Acadèmia de Bones Lletres de Barcelona.
Gran historiador i magnífic escriptor pel seu domini de la llengua, els seus llibres han tingut un especial èxit no solament entre els historiadors, fent-se famós entre el gran públic francès gràcies a les seues aparicions a la televisió, sobretot amb l'adaptació televisiva de la seua obra El temps de les Catedrals, arribant més tard a convertir-se en president de la cadena de televisió francoalemanya Le Sep, antecedent d'Arte.

## Idees i aportacions
Medievalista, especialista en història econòmica i social de l'Occident europeu medieval, en especial dels segles x al xiii, ha destacat després pels seus treballs d'Història de les mentalitats, i és el més conegut de l'anomenada tercera generació de l'Escola dels Annales, important escola historiogràfica del segle xx. També ha defensat un retorn de la historiografia cap a una història narrativa, de la que ell és un dels màxims representants.
Als anys 60 destaca per les seues contribucions a la Història econòmica i a la Història rural medieval, revolucionant la visió que fins aquell moment es tenia i incentivant nous estudis sobre el tema. A la següent dècada va estar més interessat per la Història social, des de la que després va evolucionar cap a la Història de les mentalitats de la que es va convertir en el principal valedor.

## L'esquema trifuncional de la societat feudal
Basant-se en els estudis de l'antropòleg George Dumézil sobre la distribució en tres funcions de les societats indoeuropees, Duby va afirmar que entorn de l'any 1000 el feudalisme deixa enrere els esquemes binaris per passar a un model trinitari.
Així, segons la seva societat ideal, els homes es reparteixen segons les funcions que fan: els qui resen per la salvació de la comunitat (oratores), el qui combaten i defensen la col·lectivitat (bellatores) i els qui treballen per sostenir tot el grup (laboratores).

## Obra principal
- L'Économie rurale et la vie des campagnes dans l'Occident médiéval. Essai de synthèse, perspectives de recherches, 1962.
- L'an mil, 1967.
- The early growth of the european economy. Warriors and Peasants from the Seventh to the Twelfth Century, més conegut per la versió francesa Guerriers et paysans. Le premier essor de l'économie européenne, VIIe-XIIe siècles, 1973
- Le temps des cathédrales, l'Art et la Société, 980-1420, 1976.
- Les Trois Ordres ou l'Imaginaire du feudalisme, 1978
- Le Chevalier, la Femme et le Prêtre. Le mariage dans la société féodale, 1981
- Guillaume le Maréchal ou le meilleur chevalier du monde, 1984
- L'Histoire continue, 1991
- Dame du XIIe siècle. I. Héloïse, Aliénor, Iseut et quelques autres. 2, Le souvenir des aïeules. 3, Ève et les prêtres , 1995.

Ha dirigit o codirigit obres col·lectives com: 
- Histoire de la France urbaine, 1985.
- Histoire de la vie privée, en 5 volums, 1985-1987.
- Histoire des femmes en Occident, en 5 volums, 1990.
- Histoire artistique de l'Europe, 1995.

Obra completa Arxivat 2006-02-02 a Wayback Machine.